# タプコル公園
タプコル公園（タプコルこうえん、朝: 탑골공원）は、大韓民国ソウル特別市鐘路区にある公園である。別名パゴダ公園とも呼ばれている。また、表記揺れでタップコル公園と記されることもある。

## 概要

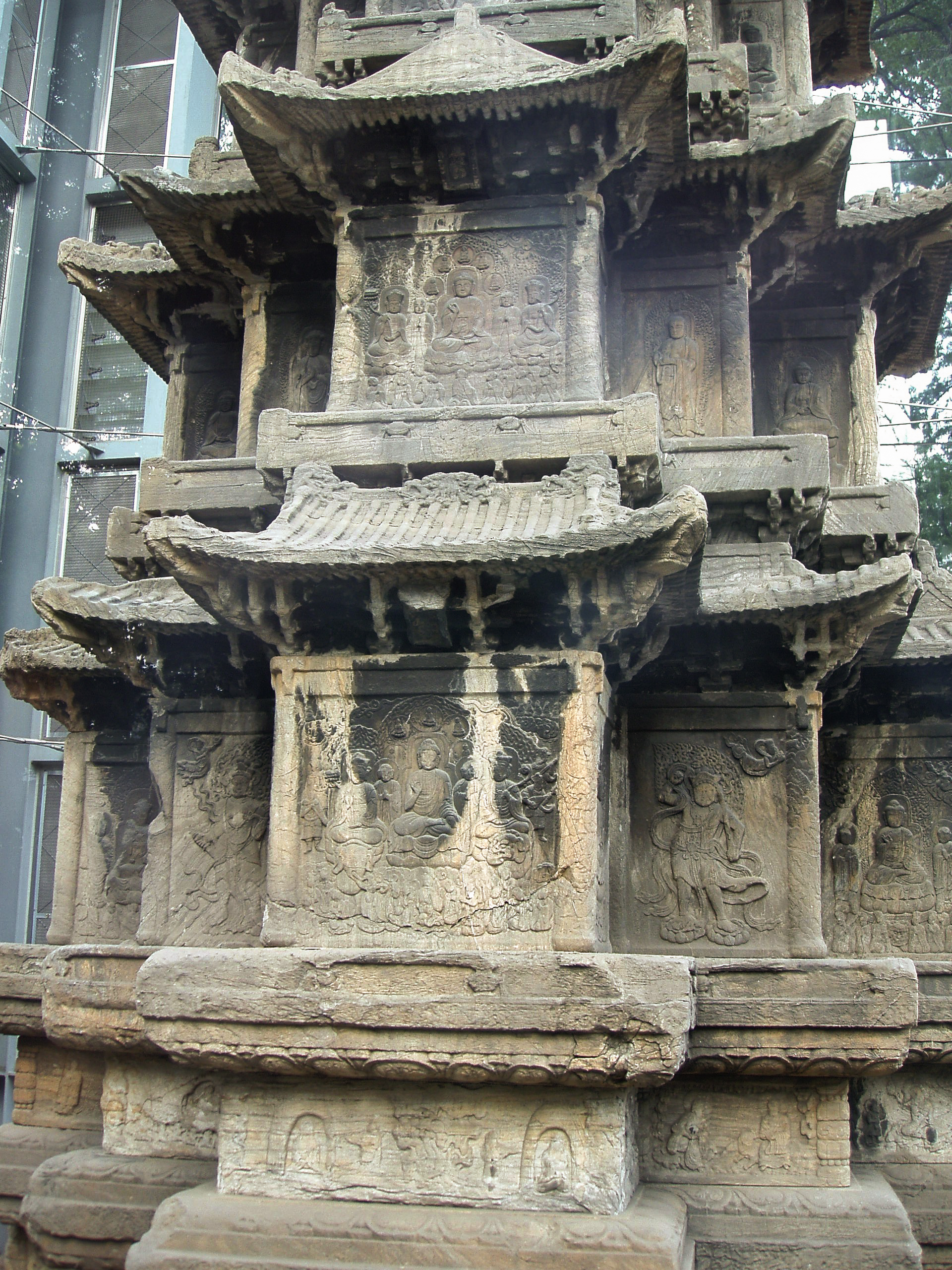
タプコル公園にある円覚寺跡十層石塔

この公園は1919年の三・一独立運動の発祥地で、ここで独立宣言書朗読会が行われた。1991年10月25日、史蹟354号に指定された。
「タプコル」（塔コル）および「パゴダ」の名は、園内にある、大理石でできた13層石塔（基壇3層と塔身10層からなる）からきている。この石塔は李氏朝鮮王朝の王室の護寺だった円覚寺の遺跡で、韓国の国宝2号に指定されている。ほかにも円覚寺の碑文などが残存している。
朝鮮王朝第7代国王の世祖は1464年、自らの犯してきた殺生を悔いるために、それまで荒れていた寺の跡を円覚寺と改称し、多くの堂宇や門、大蔵経殿、そして現在も残る十層石塔を建てた。しかし16世紀初頭、仏教排斥に熱心だった第10代国王燕山君の代に円覚寺は掌楽院に変えられ、王が音楽を聴いて妓生と遊ぶ享楽の場へと変えられてしまった。16世紀前半には建物もなくなり、十層石塔のみが残った。
1897年、政府の総税務司を務めていたアイルランド人ジョン・マクレヴィ・ブラウンの手によって庭園となり、1920年にソウル（当時は京城府）最初の公園として公衆に開放された。公園内には三・一独立運動を記念した塔や、独立運動家や愛国家を記念した銅像が建っている。

## 園内施設
- 3・1運動讃揚碑
- 八角亭
- 3・1運動記念レリーフ
- 円覚寺碑
- 円覚寺址十層石塔
- 孫秉熙(ソン ビョンヒ)像
- 万海韓竜雲禅師碑

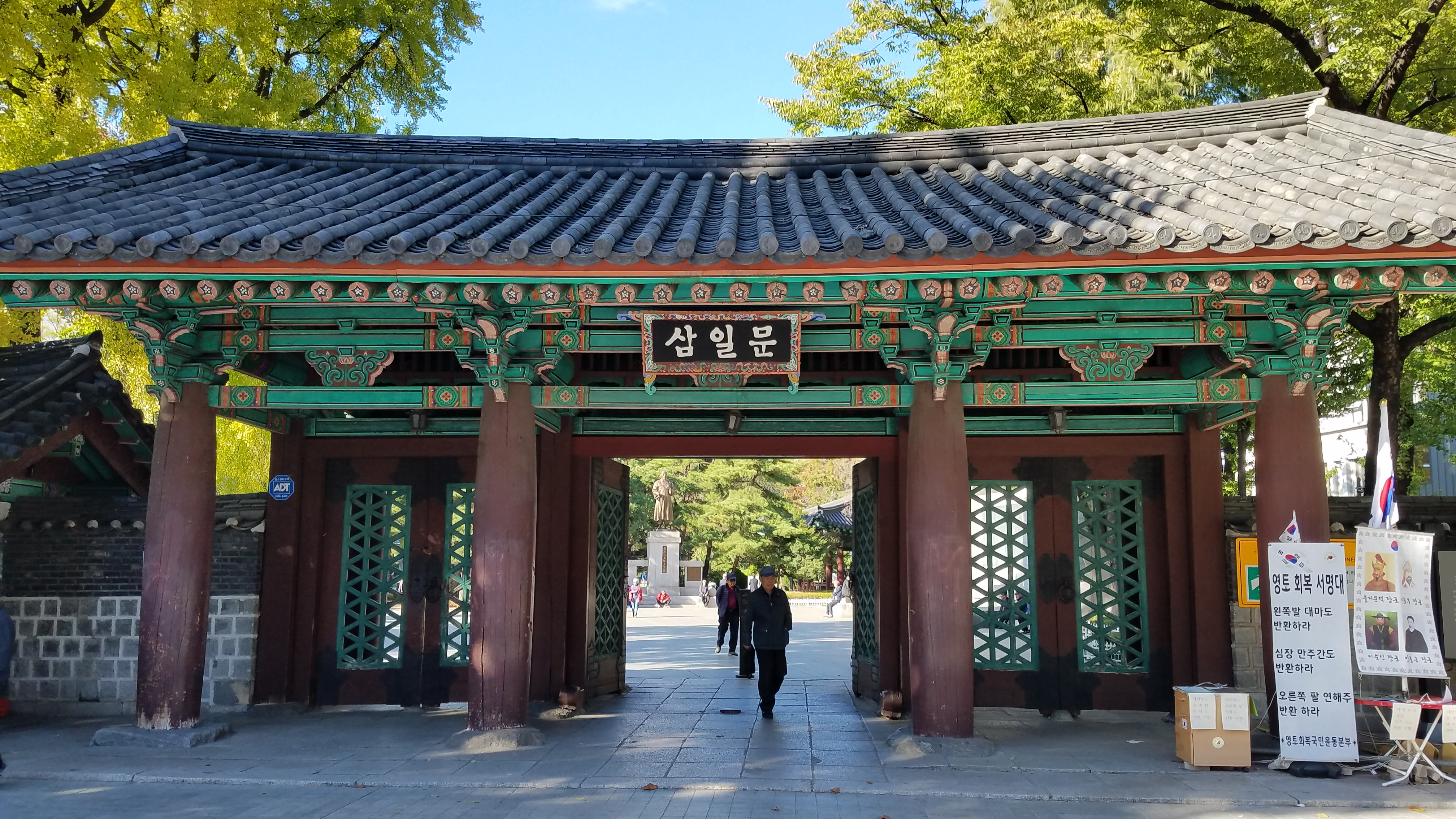
公園の入り口に立つ「三一門」
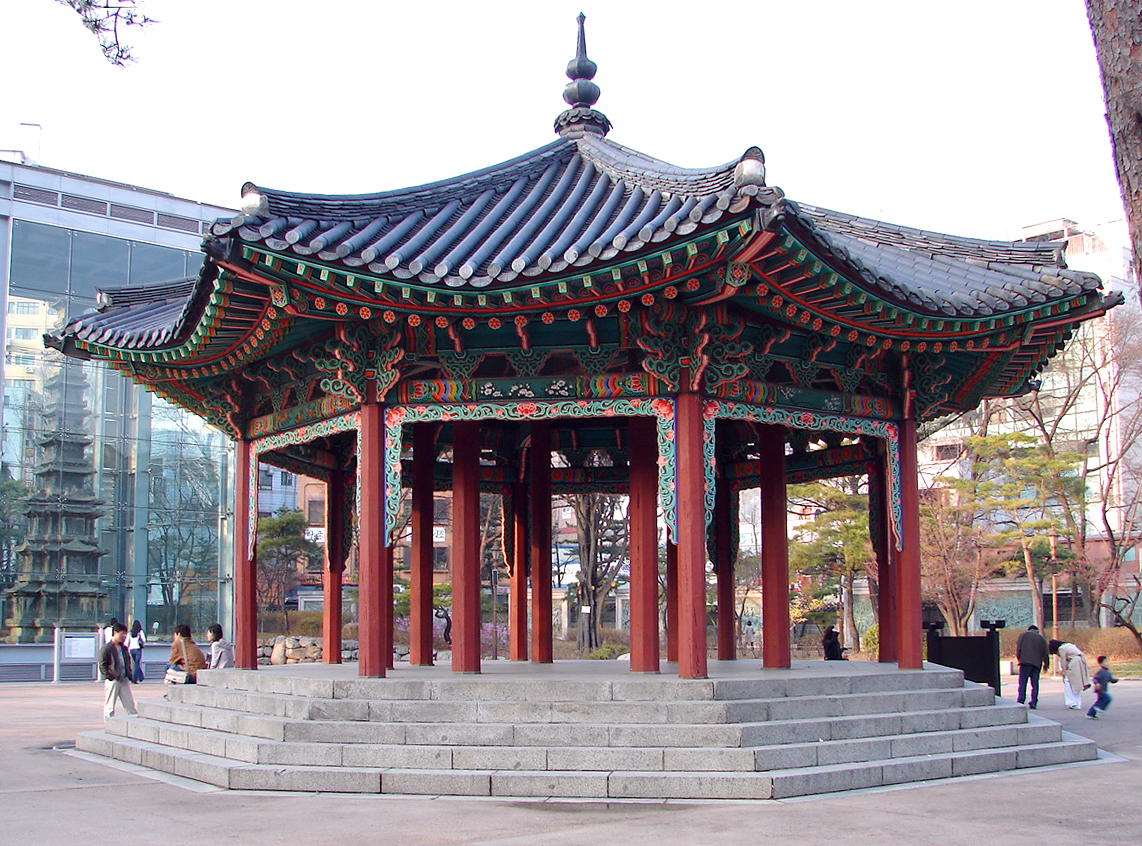
八角亭
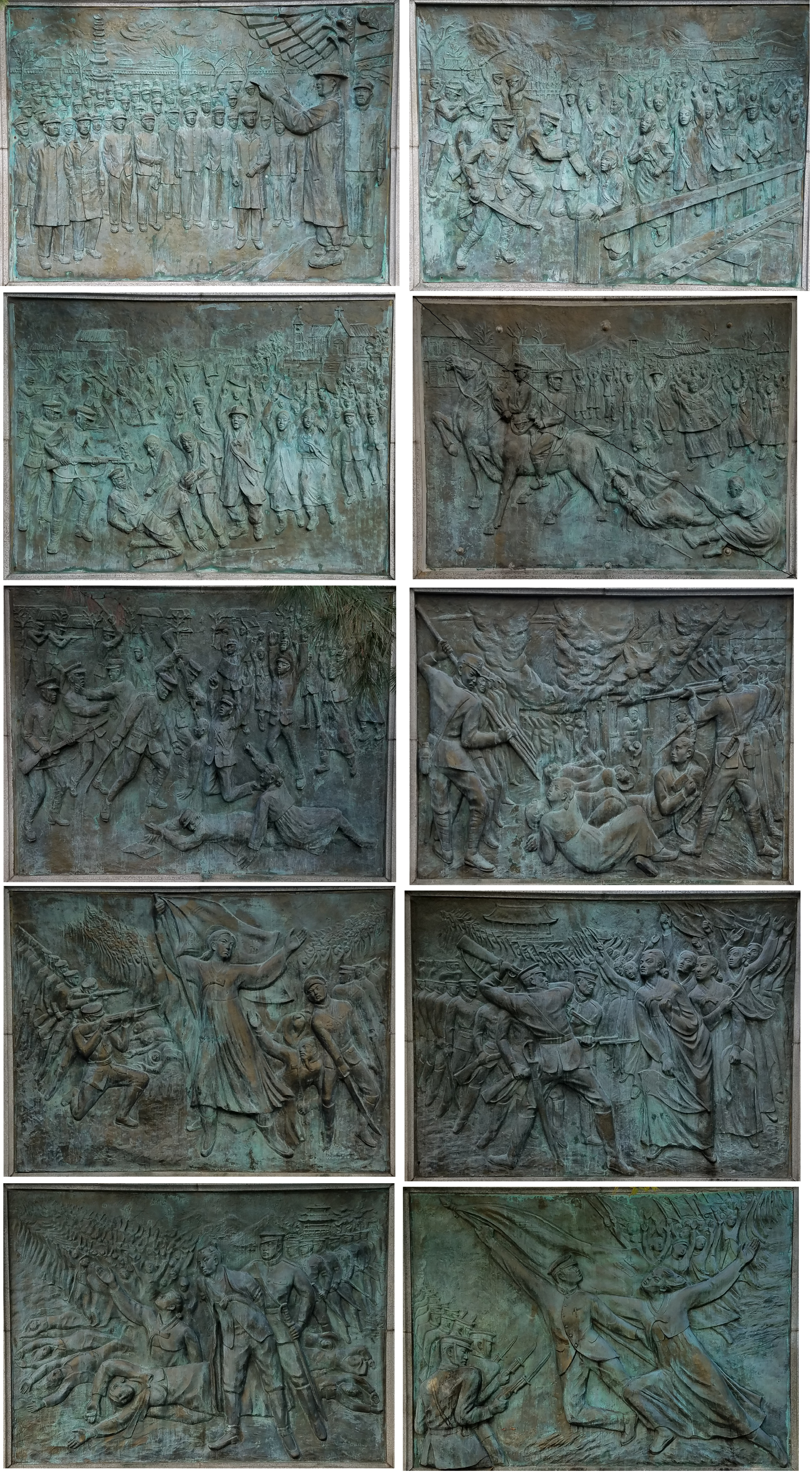
3・1運動記念レリーフ
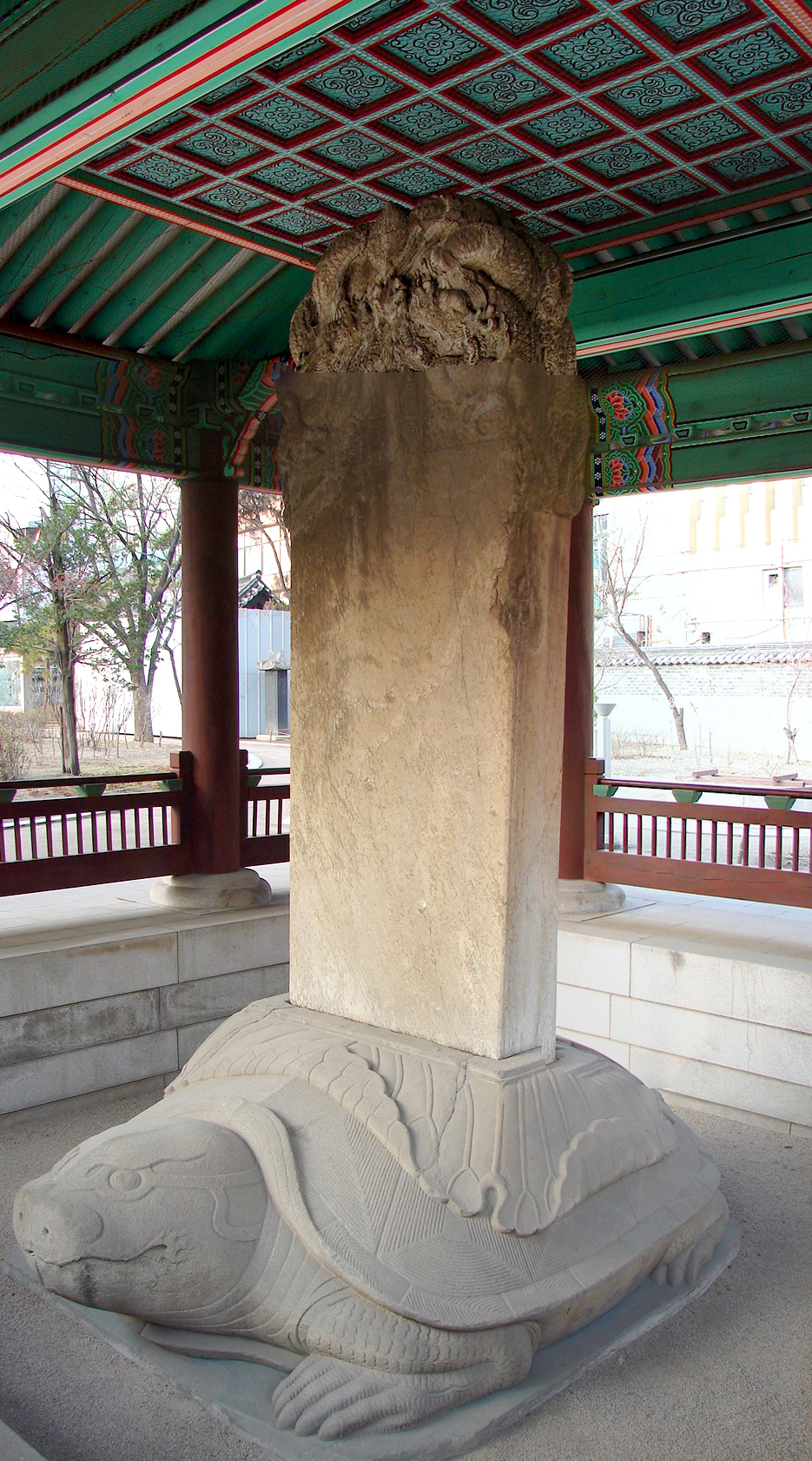
円覚寺碑

## 交通
地下鉄
●ソウル交通公社1号線 鐘閣駅 徒歩5分